# ISO 3166-2:2005-09-13
ISO 3166-2:2005-09-13 désigne un ancien bulletin de mise à jour de la norme ISO 3166-2:1998, aujourd'hui obsolète. 
Cet article reprend les informations obsolètes du bulletin d'information n° I-7 (modifications au 13 septembre 2005), d'une version également obsolète de la norme ISO 3166-2, à savoir : la première édition de 1998.
Ces informations sont donc depuis 2007 obsolètes. Il convient de se référer à la version 2007 de la norme ISO 3166-2 (notée « ISO 3166-2:2007 ») et à ses bulletins de mise à jour successifs (cf. infra : sections « Sources » et « Articles connexes »).

## Données modifiées ou complétées (pour mémoire)
6 pays étaient concernés par cette mise à jour aujourd'hui obsolète :
| - AF (Afghanistan) - DJ (Djibouti) - ID (Indonésie) |  | - RU (Russie, Fédération de) - SI (Slovénie) - VN (Viêt Nam) |